# Genuine (film, 1920)
Pour plus de détails, voir Fiche technique et Distribution.
Guenuine est un film d'horreur allemand muet réalisé par Robert Wiene, sorti en 1920. Ce film d'horreur expressionniste dont les décors furent réalisés par le peintre César Klein suivit Le Cabinet du docteur Caligari.

## Synopsis
Depuis qu'il a terminé un portrait de Genuine, une grande prêtresse, Percy devient irritable et renfermé. Il se désintéresse de la peinture et refuse de voir ses amis, préférant passer son temps seul avec le portrait dans son bureau. Après avoir refusé l'offre d'un riche mécène d'acheter la tableau, Percy s'endort en lisant des histoires sur la vie de Genuine. Celle-ci prend vie à partir de la peinture et s'échappe.
Genuine est ensuite acheté sur un marché aux esclaves par un vieil excentrique nommé Lord Melo. Il apprend qu'elle a été vendue comme esclave lorsque son peuple a été conquis par une tribu rivale. Melo l'enferme dans une chambre opulente sous sa maison, bien qu'elle supplie d'être libérée.
Guyard le barbier rend visite à Lord Melo tous les jours à midi, mais aujourd'hui il envoie à sa place son jeune neveu Florian. Pendant ce temps, Genuine s'évade de sa prison souterraine, monte l'immense escalier pour trouver Florian en train de raser le Lord Melo endormi. Elle l'ensorcelle pour qu'il tranche la gorge de Melo avec un rasoir droit. Florian tombe sous le charme de Genuine, mais lorsqu'elle exige qu'il lui prouve son amour en se suicidant , il ne peut aller jusqu'au bout et est contraint de s'enfuir.
Le petit-fils de Melo, Percy, arrive à la maison. Lui aussi s'éprend de Genuine, oubliant rapidement toutes les questions qu'il se pose sur la mort soudaine de son grand-père. Bien que Genuine aime Percy en retour, leur romance est destinée à être de courte durée. Guyard, agité par les histoires de meurtre et de sorcellerie de Florian, arme une foule avec des faux et des matraques et prend d'assaut la maison de Melo. Florian, toujours épris de Genuine, fait secrètement son propre chemin à l'intérieur, déterminé qu'il l'aura, ou personne ne l'aura.

## Fiche technique
- Titre original : Genuine
- Sous-titre : Die Tragödie eines seltsamen Hauses
- Titre international : Genuine: A Tale of a Vampire
- Réalisation : Robert Wiene
- Scénario : Carl Mayer
- Directeur de la photographie : Willy Hameister
- Producteurs :  Rudolf Meinert, Erich Pommer
- Décors : Bernhard Klein, César Klein, Kurt Hermann Rosenberg
- Costumes : César Klein.
- Sociétés de production : Decla-Bioskop
- Pays d'origine : République de Weimar
- Longueur : 44 minutes , 2 286 mètres
- Format : Noir et blanc - 1,33:1 - Muet
- Date de sortie : 
  - République de Weimar : 2 septembre 1920

## Distribution
- Fern Andra
- Hans Heinrich von Twardowski
- Ernst Gronau
- Harald Paulsen
- Albert Bennefeld
- John Gottowt
- Lewis Brody